# 10DANCE
《10DANCE》（日语：／）是日本一部耽美體育舞蹈題材漫畫，作者為井上佐藤。
2025年12月真人電影版配信預定。

## 登場人物
- 「声」分別為廣播劇CD版 、「演」為電影版。

鈴木信也（聲：小野友樹 、演：竹内涼真）
杉木信也（聲：興津和幸 、演：町田啓太）
矢上房子（聲：中村知世）
田嶋アキ（聲：大室佳奈）

## 真人電影
2025年12月Netflix配信預定。導演為大友啓史。由竹内涼真與町田啓太雙主演。

### 演員名單
- 鈴木信也：竹内涼真
- 杉木信也：町田啓太

### 工作人員
- 原作：井上佐藤『10DANCE』（講談社『週刊Young Magazine』連載）[2]
- 導演：大友啓史[2]
- 編劇：吉田智子、大友啓史[2][5]
- 撮影：佐佐木達之介[5]
- 照明：鈴木岳[5]
- 錄音：川俣武史[5]
- 美術：佐久嶋依里、加藤たく郎[5]
- 配樂：横山克[5]
- 執行製作人：佐藤善宏[2][5]
- 製作人：宮内貴子、石塚紘太[2][5]
- 製作・配信：Netflix[2][5]

## 外部連結
- 在Netflix上觀看《10DANCE》
- 10DANCE - ヤンマガWeb